# Dragon Nest
Dragon Nest ist ein Free-to-play-Massively-Multiplayer-Online-Role-Playing-Game (MMORPG) des koreanischen Entwicklerstudios Eyedentity Games. Es erschien am 4. März 2010 in Südkorea. In Europa wurde es von dem Eschborner Publisher Shanda Games International unter dem Titel Dragon Nest Europe vertrieben und wurde am 6. März 2013 veröffentlicht. Am 15. Mai 2019 wurden die Spielserver geschlossen.

## Spielprinzip

### Steuerung
In Dragon Nest werden die Charaktere aus einer Third-Person-Perspektive mittels eines dynamischen Non-Targeting-Systems gesteuert, bei dem die Figur per WASD bewegt und Gegner in Kämpfen per Fadenkreuz anvisiert werden.

### Klassen und Charakterentwicklung
In Dragon Nest gibt es sieben spielbare Heldenklassen: Krieger, Bogenschützin, Kleriker, Zauberin, Akademikerin, Kali und Assasine. Die Klassen unterscheiden sich durch unterschiedliche Fähigkeiten, Art der verwendeten Waffen und Grundmaterial der Ausrüstung. Durch Kämpfe und das Erfüllen von Quests werden Punkte gesammelt, mit denen sich die Charaktere aufwerten lassen. Jede Klasse kann zudem im Spielverlauf weitere Spezialisierungen innerhalb ihres Talentbaumes wählen.

### Spielmodi
Questsystem
In Dragon Nest werden Aufträge von NSCs verwaltet, wobei zwischen Haupt- und Nebenquests unterschieden wird. Hauptquests dienen dem Fortschreiten der Handlung,  Nebenquests sind optional, geben als Belohnung jedoch Erfahrungspunkte und Items.
Dungeons
Quests werden in instanziierten Gebieten absolviert. Basierend auf Charakterstufe oder Gruppengröße kann der Schwierigkeitsgrad vor dem Betreten des Dungeons ausgewählt werden, eine höhere Schwierigkeitsstufe wird durch mehr Erfahrungspunkte und bessere Items belohnt. Jeder Dungeon besteht aus unterschiedlichen Arealen, die durch Portale miteinander verbunden sind. Im jeweils letzten Gebiet eines Dungeons erwartet die Spieler ein Endgegner.
Nester
Die sogenannten Nester stellen ein Hauptelement des Spiels dar. Diese speziellen Dungeons beinhalten besonders mächtige Gegner und bieten bei erfolgreicher Absolvierung seltene und wertvolle Items. Einige Nester können nur in Gruppen betreten werden, zudem gibt es bestimmte Zugangsvoraussetzungen und eine wöchentliche Spielbegrenzung.

Player versus Player
PvP-Kämpfe finden außerhalb von Städten und Dungeons statt und können ab Charakterstufe 10 ausgetragen werden. Im Kolosseum können Spieler in unterschiedlichen Modi gegeneinander antreten. Damit Kämpfe nicht von der Ausrüstung der Spieler abhängig sind, werden in den meisten PvP-Modi die Stufeneigenschaften der Charaktere angeglichen. So soll sichergestellt werden, dass Geschick und Taktik der Spieler den Ausgang des Kampfes bestimmen.
Farmen
In Dragon Nest können Spieler durch Fischen und Pflanzenanbau Gerichte zubereiten. Die gekochten Mahlzeiten liefern Stärkungszauber (Buffs), die Vorteile in Kämpfen bieten.

## Geschäftsmodell
Dragon Nest ist ein Free-to-play Spiel, d. h., es kann kostenlos aus dem Internet heruntergeladen und gespielt werden, ohne dass monatliche Beiträge gezahlt werden müssen. Gegen Echtgeld kann die In-Game-Währung T-Cash erworben und gegen verschiedene virtuelle Güter eingetauscht werden.

## Veröffentlichungen
Dragon Nest wurde im März 2010 zuerst in Korea, dem Firmensitz des Entwicklers Eyedentity Games, veröffentlicht.
In Europa erschien das Spiel offiziell am 6. März 2013 unter Publisher eFusion. Im September 2013 fand ein Betreiberwechsel statt, neuer Publisher ist die Shanda Games International Europe GmbH. Nach Angaben von eFusion haben sich innerhalb der ersten Woche nach dem offiziellen Release 120.000 Nutzer registriert.
Seitdem wurden vier große Inhalts-Erweiterungen veröffentlicht, die unter anderem neue Zonen, Gegenstände, eine PvP-Ladder, Reittiere, ein Farmsystem und den ersten Schlachtzug einführten.
Am 11. Dezember 2013 wurde das zurzeit aktuelle Update für Dragon Nest Europe veröffentlicht, das unter anderem eine Anhebung der Stufenobergrenze von 40 auf 60 beinhaltet. Am 16. Januar 2014 wurde das erste Update, nach dem Launch auf der Spieleplattform Steam, von Dragon Nest Europe veröffentlicht. Dabei wurden neue Gegenstände für PvP-Spieler, ein neues Reittier und neue Kostüme zum Spiel hinzugefügt.
Seit dem 12. Februar 2014 sind alle sechs international verfügbaren Klassen auch in Dragon Nest Europe spielbar.

## Handlung
Vor langer Zeit erschuf die sanftmütige Göttin Althea auf Bitten ihres Vaters die Welt. Ihre Schwester Vestinel wurde eifersüchtig auf die Fähigkeiten ihrer Schwester, eine so schöne Welt zu erschaffen und vergiftete sie hinterrücks. Seitdem befindet sich Althea in einem tiefen, von Albträumen geplagten Schlaf. Um ein Gegenmittel herzustellen, muss Vestinels Heiliger Gral gefunden werden. Der Gral ist jedoch verschollen und die Aufgabe der Spieler ist es, die Welt gegen Altheas Albträume und die Bedrohung durch uralte Drachen zu verteidigen und Vestinels Heiligen Gral zu finden. Von Drachen können Steine der Macht erlangt werden, die es ermöglichen, mit Althea durch ihren Traum hindurch zu kommunizieren. Mit ihrer Hilfe kann der Gral gefunden, die Göttin wiedererweckt und die Welt gerettet werden.

## Kritiken
Das Spiel erhielt im europäischen und nordamerikanischen Raum überwiegend positive Kritiken.

„Overall, Dragon Nest is a fun game that has an extremely flexible and dynamic combat system.(…) Overall Score: 80/100 – Good“

„Dragon Nest EU macht vieles richtig und kaum etwas falsch, obwohl die wirklich innovativen Ideen fehlen. Während besonders das Innenleben der Helden, in Form von Charaktererstellung und -entwicklung, gelitten hat, sieht man, dass die Mühe in Aspekte wie die Geschichte oder den Umgang mit den Spielern floss.(…) Gesamtwertung 73 %“

„Graphics – 3, Controls – 5, Features – 5, Customization – 4, Community – 4“

## Filmumsetzung
Als erste Verfilmung des Spiels erschien 2014 Dragon Nest: Warriors' Dawn, deren Handlung 50 Jahre vor dem Spiel stattfindet. 2016 erschien die Fortsetzung Throne of Elves.

## Weiteres
Am 14. Dezember 2013 veröffentlichte der französische Musiker Nyls mit "Keep The Dragon Alive" ein offizielles Dragon Nest Europe Titellied.
Dragon Nest EU ist seit dem 15. Mai 2019 nicht mehr verfügbar. Zuerst schloss der Ingame Echtgeldladen (cash shop) am 17. April 2019, anschließend das Spiel am 15. Mai 2019 und letztendlich wurde auch die Internetseite am 12. Juni 2019 von Netz geholt.